# Pietro Carlo Antonio Ciani
Pietro Carlo Antonio Ciani (Ciconicco, 10 dicembre 1757 – Portogruaro, 31 luglio 1825) è stato un vescovo cattolico italiano.

## Biografia
Nacque a Ciconicco, frazione di Fagagna, il 10 dicembre 1757, da Sebastiano e Caterina Bianchi. Apparteneva ad una famiglia benestante (i fratelli Giuseppe e Valentino furono l'uno sacerdote, l'altro notaio).
Dopo l'ordinazione presbiterale, fu professore di filosofia al seminario arcivescovile di Udine.
Il 27 settembre 1819 fu nominato vescovo di Concordia.
Morì a Portogruaro il 31 luglio 1825 all'età di 67 anni.

## Genealogia episcopale
La genealogia episcopale è:
- Cardinale Scipione Rebiba
- Cardinale Giulio Antonio Santori
- Cardinale Girolamo Bernerio, O.P.
- Arcivescovo Galeazzo Sanvitale
- Cardinale Ludovico Ludovisi
- Cardinale Luigi Caetani
- Cardinale Ulderico Carpegna
- Cardinale Paluzzo Paluzzi Altieri degli Albertoni
- Papa Benedetto XIII
- Papa Benedetto XIV
- Papa Clemente XIII
- Cardinale Luigi Valenti Gonzaga
- Cardinale Lorenzo Litta
- Vescovo Emmanuele Lodi, O.P.
- Vescovo Pietro Carlo Antonio Ciani